# Max Borenstein
Max Borenstein (nacido el 20 de junio de 1981) es un guionista estadounidense. Es conocido por su trabajo en la serie de películas MonsterVerse con el clásico Kaijū de los mitos de Godzilla de Tōhō, incluida la escritura de Godzilla (2014) y Kong: Skull Island (2017), y su contribución a la historia de Godzilla: King of the Monsters (2019) y Godzilla vs. Kong (2021). En 2022, cocreó la serie dramática deportiva Winning Time: The Rise of the Lakers Dynasty en HBO.

## Vida y carrera
Borenstein escribió, editó y dirigió la película de 2003 Swordswallowers and Thin Men mientras estaba en el último año de la Universidad Yale. La película fue protagonizada por Peter Cellini, Zoe Kazan, Fran Kranz y Graham Norris, y contó con la estrella de Army Wives, Sally Pressman, y el protagonista de Midnight's Children, Satya Bhabha. La película ganó Mejor Película y Mejor Guion en el Festival de Cine Independiente de Nueva York y fue nombrada Mejor Primera Película 2003 por el crítico de Los Angeles Times Kevin Thomas.
El guion de Borenstein de 2008 What Is Life Worth?, basada en las memorias de Kenneth Feinberg del mismo nombre, fue incluida en The Black List, una lista anual compilada por ejecutivos de Hollywood de sus guiones no producidos favoritos. El 14 de febrero de 2018, se informó que produciría su guion en una película junto con Michael Sugar, Marc Butan, Sean Sorensen y Bard Dorros, con el director David Frankel a cargo del proyecto. Finalmente fue dirigida por Sara Colangelo bajo el título Worth. Su guion Jimi de 2009 , encargado por Legendary Pictures y basada en la vida del guitarrista Jimi Hendrix, también fue incluida en The Black List. Borenstein ha escrito y/o coescrito proyectos adicionales para MonsterVerse de Legendary, incluidos Godzilla, Kong: Skull Island, y Godzilla: King of the Monsters. Fue contratado para escribir Paladin para Walt Disney Pictures, y Mona para New Regency.
El 4 de mayo de 2017, HBO anunció que Borenstein es uno de los cuatro escritores que trabajan en un piloto potencial para un spin-off de Game of Thrones. Además de Borenstein, Carly Wray, Jane Goldman y Brian Helgeland también están trabajando en pilotos potenciales. Borenstein ha estado trabajando y comunicándose con George R. R. Martin, el autor de A Song of Ice and Fire, la serie de novelas en las que se basa la serie original. Los showrunners actuales de Game of Thrones D. B. Weiss y David Benioff también serían productores ejecutivos de cualquier proyecto elegido por HBO.

## Filmografía

### Películas
| Año  | Título                         | Director | Escritor | Productor | Notas                                           |
| ---- | ------------------------------ | -------- | -------- | --------- | ----------------------------------------------- |
| 2003 | Swordswallowers and Thin Men   | Sí       | Sí       | No        | También director de fotografía, editor y actor. |
| 2014 | Godzilla                       | No       | Sí       | No        |                                                 |
| 2017 | Kong: La Isla Calavera         | No       | Sí       | No        |                                                 |
| 2019 | Godzilla: King of the Monsters | No       | Sí       | No        | Historia                                        |
| 2020 | Worth                          | No       | Sí       | Sí        |                                                 |
| 2021 | Godzilla vs. Kong              | No       | Sí       | No        |                                                 |
| 2023 | Hypnotic                       | No       | Sí       | No        |                                                 |

### Televisión
| Año           | Título                                       | Escritor | Productor | Notas                                               |
| ------------- | -------------------------------------------- | -------- | --------- | --------------------------------------------------- |
| 2015          | Minority Report                              | Sí       | Sí        | Desarrollador de miniseries; productor ejecutivo    |
| 2019          | The Terror: Infamy                           | Sí       | Sí        | Creador de series de antología; productor ejecutivo |
| 2023-presente | Winning Time: The Rise of the Lakers Dynasty | Sí       | Sí        | Serie                                               |

### Cortometrajes
| Año  | Título                           | Director | Escritor | Productor |
| ---- | -------------------------------- | -------- | -------- | --------- |
| 2007 | Law and Order: Christmas Special | Sí       | No       | No        |
| 2008 | A Room of One's Clone            | Sí       | No       | No        |
| 2015 | In Her Place                     | No       | Sí       | Sí        |